# Vorwärts (Mexiko)
Vorwärts. Deutsches Wochenblatt war die erste deutschsprachige Wochenzeitung in Mexiko von 1872 bis 1876.

## Geschichte
1872 gründete der jüdische Publizist Isidor Epstein aus Hessen die Wochenzeitung Vorwärts. Sie war die erste länger bestehende deutschsprachige Zeitung in Mexiko, vorher hatte es nur die Deutsche Presse in Mexiko gegeben, von der 1865 aber nur eine Ausgabe erschienen war.
Der Vorwärts berichtete vor allem über das Leben und Themen der deutschsprachigen Siedler in der Region, außerdem über Ereignisse in Mexiko und in Deutschland. Er war „bismarckfreundlich“ eingestellt.
Seit 1875 erschien er nur noch zweimal monatlich, da es die neue Konkurrenzzeitung Deutsche Wacht gab. 1876 musste das Erscheinen eingestellt werden, auch wegen der schärferen Zensur in Mexiko.
Isidor Epstein beteiligte sich von 1883 bis 1885 an der neuen Deutschen Zeitung von Mexiko und gründete danach  1886 die Zeitung Germania.